# Копаниця
Копа́ниця (болг. Копаница) — село в Перницькій області Болгарії. Входить до складу общини Радомир.

## Населення
За даними перепису населення 2011 року у селі проживали 234 особи, усі — болгари.
Розподіл населення за віком у 2011 році:
Динаміка населення: